# Sindos

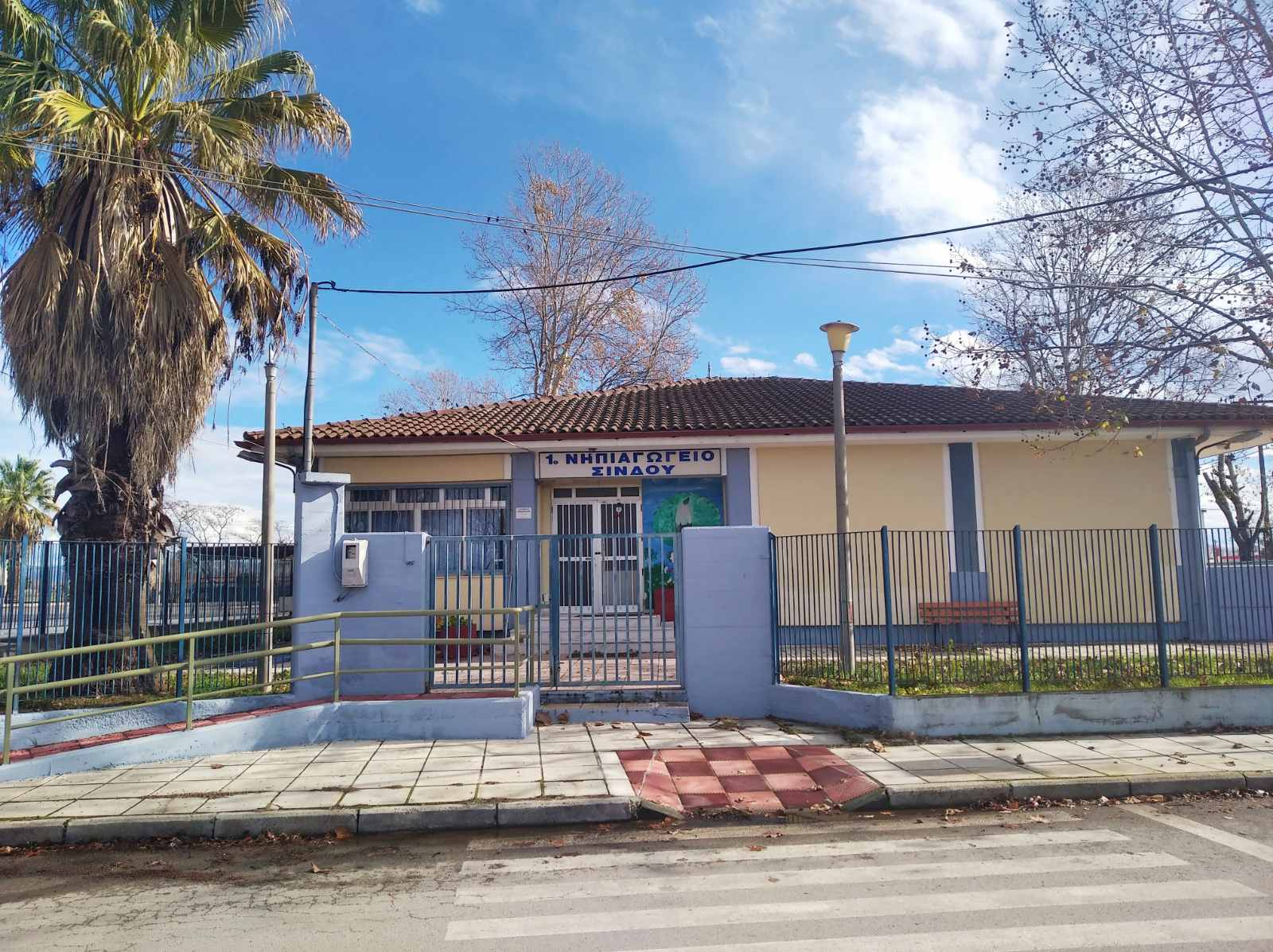
Skola i Sindos.

Sindos (Grekiska: Σίνδος, Latin: Sindus) är en förort till Thessaloniki, Grekland. I Sindos ligger Alexandreio technologiko ekpaidentiko idryma Thessalonikis och Thessalonikis industriområde. Orten är en del av kommunen Delta.